# Copa Interclubes de la Uncaf Femenino 2025
La Copa Interclubes de la Uncaf Femenino 2025 fue la octava edición de la Copa Interclubes de la Uncaf Femenino con sede en Panamá.
En su octava edición, la UNCAF invitó al equipo de Caribbean Stars de Puerto Rico.

## Sistema de competición
La competición se realizará de tres jornadas y los primeros lugares de cada grupo jugarán la final del torneo, los segundos lugares por el tercer lugar, los terceros lugares por el quinto y sexto lugar, y cierran los últimos lugares que disputarán el séptimo y octavo puesto.

## Calendario
El calendario de la competición es el siguiente.
| Fase              | Ronda            | Fecha       |
| ----------------- | ---------------- | ----------- |
| Fase de grupos    | Fecha 1          | 17 de julio |
| Fase de grupos    | Fecha 2          | 19 de julio |
| Fase de grupos    | Fecha 3          | 21 de julio |
| Fase eliminatoria | Séptima posición | 23 de julio |
| Fase eliminatoria | Quinta posición  | 23 de julio |
| Fase eliminatoria | Tercera posición | 23 de julio |
| Fase eliminatoria | Final            | 23 de julio |

## Equipos participantes
| Equipos participantes | Equipos participantes | Equipos participantes | Equipos participantes |
| --------------------- | --------------------- | --------------------- | --------------------- |
| Chorrillo F. C.       | C. D. F. Under        | C. S. D. Municipal    | Sagitun Girlz         |
| L. D. Alajuelense     | Alianza F. C.         | Caribbean Stars       | Real Estelí F. C.     |

## Fase de grupos

### Grupo A
- Los horarios corresponden al tiempo de: (UTC-5).

| Equipo            | Pts. | PJ | PG | PE | PP | GF | GC | DF |
| ----------------- | ---- | -- | -- | -- | -- | -- | -- | -- |
| Real Estelí F. C. | 9    | 3  | 3  | 0  | 0  | 8  | 0  | 8  |
| Alianza F. C.     | 4    | 3  | 1  | 1  | 1  | 6  | 6  | 0  |
| F. C. Chorrillo   | 4    | 3  | 1  | 1  | 1  | 5  | 6  | -1 |
| Sagitun Girlz     | 0    | 3  | 0  | 0  | 3  | 4  | 11 | -7 |

| 17 de julio | Alianza F. C. | 0:2 (0:1) | Real Estelí F. C.       | COS Sports Plaza, Ciudad de Panamá |                          |
| 9:15        |               | Reporte   | Arista 3' · Aguilar 47' | Árbitra: Génesis de León           | Árbitra: Génesis de León |

| 17 de julio | F. C. Chorrillo             | 3:2 (1:0) | Sagitun Girlz              | COS Sports Plaza, Ciudad de Panamá |  |
| 15:15       | King 10' · K. Pérez 69' 71' | Reporte   | Chacón 63' · Arranda 90+1' |                                    |  |

| 19 de julio | Sagitun Girlz        | 2:4 (1:3) | Alianza F. C.               | Estadio COS Sports Plaza, Ciudad de Panamá |                       |
| 9:15        | Brown 5' · Ortiz 81' | Reporte   | Ulloa 6' · Calderón 20' 37' | Árbitra: Karim Molina                      | Árbitra: Karim Molina |

| 19 de julio | Chorrillo F. C. | 0:2 (0:1) | Real Estelí              | Estadio COS Sports Plaza, Ciudad de Panamá |                         |
| 14:00       |                 | Reporte   | Aguilar 45' · Flores 77' | Árbitra: Ximena Marquéz                    | Árbitra: Ximena Marquéz |

| 21 de julio | Sagitun Girlz | 0:4 (0:3) | Real Estelí F. C.                       | Estadio COS Sports Plaza, Ciudad de Panamá |                       |
| 9:15        |               | Reporte   | Sandí 1' 37' · Picado 7' · Talavera 47' | Árbitra: Yari Aguilar                      | Árbitra: Yari Aguilar |

| 21 de julio | F. C. Chorrillo          | 2:2 (0:2) | Alianza F. C.          | Estadio COS Sports Plaza, Ciudad de Panamá |                          |
| 15:15       | Camarena 57' · Saénz 74' | Reporte   | Calderón 13' · Webb 7' | Árbitra: Génesis de León                   | Árbitra: Génesis de León |

### Grupo B
| Equipo             | Pts. | PJ | PG | PE | PP | GF | GC | DF |
| ------------------ | ---- | -- | -- | -- | -- | -- | -- | -- |
| L. D. Alajuelense  | 9    | 3  | 3  | 0  | 0  | 7  | 1  | 6  |
| C. D. F Under      | 4    | 3  | 1  | 1  | 1  | 5  | 4  | 1  |
| C. S. D. Municipal | 4    | 3  | 1  | 1  | 1  | 2  | 3  | -1 |
| Caribbean Stars    | 0    | 3  | 0  | 0  | 3  | 1  | 9  | -8 |

| 17 de julio | C. S. D. Municipal | 1:0 (0:0) | Caribbean Stars | Yappy Park, Ciudad de Panamá |                      |
| 9:00        | Edwards 66'        | Reporte   |                 | Árbitra: Mirian León         | Árbitra: Mirian León |

| 17 de julio | L. D. Alajuelense      | 2:0 (1:0) | C. D. F. Under | Yappy Park, Ciudad de Panamá |                        |
| 15:00       | Mesén 66' · Varela 89' | Reporte   |                | Árbitra: Yatzuri Gómez       | Árbitra: Yatzuri Gómez |

| 19 de julio | C. D. F. Under | 1:1 (0:0) | C. S. D. Municipal | Yappy Park, Ciudad de Panamá |                      |
| 9:00        | Calix 72'      | Reporte   | Fernández 88'      | Árbitra: Paula Amaya         | Árbitra: Paula Amaya |

| 19 de julio | Caribbean Stars | 1:4 (0:3) | L. D. Alajuelense                            | Estadio COS Sports Plaza, Ciudad de Panamá |                        |
| 17:00       | DiGenova 84'    | Reporte   | Rangel 11' 61' · Varela 21' · Villanueva 32' | Árbitra: Belkis Flores                     | Árbitra: Belkis Flores |

| 21 de julio | Caribbean Stars | 1:4 (0:2) | C. D. F. Under                                    | Yappy Park, Ciudad de Panamá |                        |
| 9:00        | Díaz 47'        | Reporte   | Arias 2' · Haylock 18' · Canales 49' · Torres 84' | Árbitra: Yatzuri Gómez       | Árbitra: Yatzuri Gómez |

| 21 de julio | L. D. Alajuelense | 1:0 (1:0) | C. S. D. Municipal | Yappy Park, Ciudad de Panamá |                      |
| 15:00       | Chinchilla 28'    | Reporte   |                    | Árbitra: Merlín Soto         | Árbitra: Merlín Soto |

## Fase final

### Séptima posición
| 23 de julio | Caribbean Stars                          | 4:3 (2:1) | Sagitun Girlz                          | Yappy Park, Ciudad de Panamá |                       |
| 9:00        | Díaz 7' 33' · Cabrera 85' · DiGenova 87' | Reporte   | Velasquez 41' · Pérez 50' · Chacon 70' | Árbitra: Karim Molina        | Árbitra: Karim Molina |

### Quinta posición
| 23 de julio | F. C. Chorrillo                        | 3:1 (1:0) | C. S. D. Municipal | Estadio COS Sports Plaza, Ciudad de Panamá |                      |
| 15:00       | Magallón 29' · King 73' · Camarena 78' | Reporte   | Fernández 81'      | Árbitra: Paula Amaya                       | Árbitra: Paula Amaya |

### Tercera posición
| 23 de julio | C. D. F. Under  | 2:0 (2:0) | Alianza F. C. | Estadio COS Sports Plaza, Ciudad de Panamá |                         |
| 9:15        | Canales 41' 42' | Reporte   |               | Árbitra: Ximena Márquez                    | Árbitra: Ximena Márquez |

### Final
| 23 de julio | Real Estelí F. C.              | 1:1 (0:1) (2:4 p.)         | L. D. Alajuelense                      | Estadio COS Sports Plaza, Ciudad de Panamá |                      |
| 15:15       | Aguilar 50'                    | Reporte                    | Villalobos 22'                         | Árbitra: Merlín Soto                       | Árbitra: Merlín Soto |
|             |                                | Tiros desde el punto penal |                                        |                                            |                      |
|             | Cruz · Silva · Arista · Picado |                            | Oporta · Valenciano · Guillén · Pinell |                                            |                      |

### Campeón
|                                       |
| Bandera de Costa Rica                 |
| Campeón L. D. Alajuelense 3.er título |

### Plantilla del Campeón
- Noelia Bermúdez, Yoanka Villanueva, Gabriela Guillén, Mariela Campos, Kenia Rangel, Marilenis Oporta, Emilie Valenciano, Alexandra Pinell, María Paula Arce, Fabiola Villalobos, Sofía Varela, Dayana Pérez, Keilyn Gómez, Viviana Chinchilla, Anna Gilbertson, Katherin Arroyo, Angela Mesén, Syanif Agüero, Wyzangel López
- DT: Wilmer López

## Estadísticas

### Tabla general
| Pos. | Equipo             | Pts | PJ | PG | PE | PP | GF | GC | Dif. | Rend.  |
| ---- | ------------------ | --- | -- | -- | -- | -- | -- | -- | ---- | ------ |
| 1    | L. D. Alajuelense  | 10  | 4  | 3  | 1  | 0  | 8  | 1  | 7    | 83.33% |
| 2    | Real Estelí F. C.  | 10  | 4  | 3  | 1  | 0  | 9  | 1  | 8    | 83.33% |
| 3    | C. D. F. Under     | 7   | 4  | 2  | 1  | 1  | 7  | 4  | 3    | 58.33% |
| 4    | Alianza F. C.      | 4   | 4  | 1  | 1  | 2  | 6  | 8  | -2   | 33.33% |
| 5    | F. C. Chorrillo    | 7   | 4  | 2  | 1  | 1  | 8  | 7  | 1    | 58.33% |
| 6    | C. S. D. Municipal | 4   | 4  | 1  | 1  | 2  | 3  | 5  | -2   | 33.33% |
| 7    | Caribbean Stars    | 3   | 4  | 1  | 0  | 3  | 5  | 12 | -6   | 25%    |
| 8    | Sagitun Girlz      | 0   | 4  | 0  | 0  | 4  | 5  | 15 | -10  | 0%     |